# Campionati mondiali di nuoto in vasca corta 2024 - Staffetta 4x100 metri stile libero maschile
La gara della staffetta 4x100 metri stile libero maschile dei campionati mondiali di nuoto in vasca corta 2024 si è svolta il 10 dicembre 2024 presso la Duna Aréna di Budapest.

## Podio
| Pos.    | Nazione     | Atleta                                                                         |
| ------- | ----------- | ------------------------------------------------------------------------------ |
| Oro     | Stati Uniti | Jack Alexy Luke Hobson Kieran Smith Chris Guiliano Trenton Julian              |
| Argento | Italia      | Alessandro Miressi Leonardo Deplano Lorenzo Zazzeri Manuel Frigo               |
| Bronzo  | Polonia     | Kamil Sieradzki Jakub Majerski Ksawery Masiuk Kacper Stokowski Piotr Ludwiczak |

## Record
Prima della manifestazione il record del mondo (RM) e il record dei campionati (RC) erano i seguenti.
|  | 3'02"75 | Italia | 13 dicembre 2022 Melbourne |
|  | 3'02"75 | Italia | 13 dicembre 2022 Melbourne |

Durante la competizione è stato migliorato il seguente record:
|  | 3'01"66 | Stati Uniti |

## Programma
| Data             | Ora   | Turno    |
| ---------------- | ----- | -------- |
| 10 dicembre 2024 | 11:35 | Batterie |
| 10 dicembre 2024 | 19:27 | Finale   |

## Risultati

### Batterie
| Pos. | Batteria | Corsia | Nazione     | Atleta | Tempo   | Note |
| ---- | -------- | ------ | ----------- | --- | ------- | ---- |
| 1    | 2        | 4      | Stati Uniti | Trenton Julian (47"80) Luke Hobson (45"39) Kieran Smith (46"43) Jack Alexy (45"58)                          | 3'05"20 | Q    |
| 2    | 2        | 5      | Italia      | Alessandro Miressi (46"32) Lorenzo Zazzeri (46"77) Leonardo Deplano (46"01) Manuel Frigo (46"30)            | 3'05"40 | Q    |
| 3    | 1        | 2      | Brasile     | Kaique Alves (46"69) Guilherme Caribé (46"00) Marco Antonio Ferreira (46"31) Leonardo Coelho Santos (47"77) | 3'06"77 | Q    |
| 4    | 2        | 2      | Polonia     | Piotr Ludwiczak (47"51) Jakub Majerski (46"92) Ksawery Masiuk (46"22) Kamil Sieradzki (46"23)               | 3'06"88 | Q    |
| 5    | 1        | 4      | Australia   | Edward Sommerville (47"90) Maximillian Giuliani (46"26) Harrison Turner (46"45) Matthew Temple (46"41)      | 3'07"02 | Q    |
| 6    | 2        | 9      | NAB         | Andrej Minakov (47"18) Aleksandr Shchegolev (46"53) Dmitrii Zhavoronkov (46"24) Pavel Samusenko (47"09)     | 3'07"04 | Q    |
| 7    | 2        | 7      | Croazia     | Jere Hribar (46"22) Nikola Miljenić (46"67) Vlaho Nenadić (47"53) Toni Dragoja (46"65)                      | 3'07"07 | Q    |
| 8    | 1        | 6      | Spagna      | Sergio de Celis (47"18) Luis Domínguez (46"32) Miguel Pérez-Godoy (46"63) Nacho Campos (46"96)              | 3'07"09 | Q    |
| 9    | 1        | 3      | Germania    | Martin Wrede (47"59) Rafael Miroslaw (46"24) Kaii Winkler (46"24) Timo Sorgius (47"33)                      | 3'07"40 |      |
| 10   | 1        | 5      | Cina        | Zhao Jiayue (48"95) Liu Wudi (47"07) Tao Guannan (46"71) Xu Yizhou (47"08)                                  | 3'09"81 |      |
| 11   | 1        | 7      | Giappone    | Tatsuya Murasa (47"07) Kaiya Seki (47"12) Masahiro Kawane (47"47) Kaito Tabuchi (48"37)                     | 3'10"03 |      |
| 12   | 2        | 3      | Canada      | Yuri Kisil (47"67) Tristan Jankovics (47"74) Blake Tierney (47"32) Alex Axon (47"97)                        | 3'10"70 |      |
| 13   | 2        | 6      | Ungheria    | Richárd Márton (47"68) Dániel Mészáros (48"35) Boldizsár Magda (47"41) Benedek Andor (47"64)                | 3'11"08 |      |
| 14   | 1        | 0      | Kazakistan  | Adilbek Mussin (48"48) Yegor Popov (49"18) Maxim Skazobtsov (50"13) Gleb Kovalenya (48"18)                  | 3'15"97 |      |
| 15   | 2        | 0      | Slovacchia  | Tibor Tišťan (49"05) Matej Duša (48"15) Ádám Halás (49"92) Jakub Poliačik (49"39)                           | 3'16"51 |      |
| 16   | 2        | 1      | Hong Kong   | Ralph Koo (49"44) Ian Ho (48"76) He Shing Ip (50"14) Hayden Kwan (48"58)                                    | 3'16"92 |      |
| 17   | 2        | 8      | Sudafrica   | Ruard van Renen (47"70) Michael Houlie (48"96) Arno Kruger (48"48) Kian Keylock (52"05)                     | 3'17"19 |      |
| 18   | 1        | 1      | Malaysia    | Khiew Hoe Yean (49"20) Lim Yin Chuen (48"07) Terence Ng (48"98) Tan Khai Xin (50"98)                        | 3'17"23 |      |
| 19   | 1        | 8      | Lettonia    | Kristaps Miķelsons (49"58) Nikolass Deičmans (49"94) Daniils Bobrovs (53"10) Ģirts Feldbergs (49"52)        | 3'22"14 |      |

### Finale
| Pos.    | Corsia | Nazione     | Atleta | Tempo   | Note |
| ------- | ------ | ----------- | --- | ------- | ---- |
| Oro     | 4      | Stati Uniti | Jack Alexy (45"05 ) Luke Hobson (45"18) Kieran Smith (46"01) Chris Guiliano (45"42)                         | 3'01"66 |      |
| Argento | 5      | Italia      | Alessandro Miressi (45"95) Leonardo Deplano (45"76) Lorenzo Zazzeri (46"21) Manuel Frigo (45"73)            | 3'03"65 |      |
| Bronzo  | 6      | Polonia     | Kamil Sieradzki (46"33) Jakub Majerski (46"04) Ksawery Masiuk (45"64) Kacper Stokowski (46"45)              | 3'04"46 |      |
| 4       | 7      | NAB         | Egor Kornev (45"94) Dmitrii Zhavoronkov (46"22) Aleksandr Shchegolev (46"65) Andrej Minakov (45"81)         | 3'04"62 |      |
| 5       | 3      | Brasile     | Marco Antonio Ferreira (46"44) Guilherme Caribé (45"79) Kaique Alves (45"82) Leonardo Coelho Santos (46"79) | 3'04"84 |      |
| 6       | 8      | Spagna      | Sergio de Celis (46"48) Luis Domínguez (46"40) Miguel Pérez-Godoy (46"13) Nacho Campos (46"56)              | 3'05"57 |      |
| 7       | 1      | Croazia     | Jere Hribar (46"16) Nikola Miljenić (46"24) Vlaho Nenadić (46"70) Toni Dragoja (46"58)                      | 3'05"68 |      |
| 8       | 2      | Australia   | Maximillian Giuliani (46"62) Edward Sommerville (47"34) Harrison Turner (46"20) Matthew Temple (45"60)      | 3'05"76 |      |